# By the Way (canción de Theory of a Deadman)
«By the Way» es una canción de la banda de rock canadiense Theory of a Deadman acompañado con el cantante Chris Daughtry de su banda Daughtry y es el sexto sencillo de su tercer álbum de estudio Scars & Souvenirs (2008).
La canción trata de una chica que deja a su novio sin decirle nada y ahora él piensa en ella todo el tiempo y desea que vuelva. El título del álbum Scars & Souvenirs proviene de una línea de esta canción: "Apilados de los años, todas esas cicatrices y recuerdos".

## Video musical
El video musical salió en la segunda semana de agosto de 2009. El video muestra a Tyler Connolly caminando por una casa abandonada con su "ex esposa" como un fantasma acechando a su alrededor. Recoge objetos emocionales como la foto de su boda. Cerca del final del video, se convierte en el fantasma y la esposa es real. Ella sale de casa con sus amigos, como exclama en la letra de la canción. Ni Chris Daughtry ni Robin Diaz, quienes cantan los coros en la canción, aparecen en el video musical.

## Posicionamiento en lista
| Lista (2009)                          | Mejor posición |
| ------------------------------------- | -------------- |
| U.S. Billboard Mainstream Rock Tracks | 16             |
| U.S. Billboard Rock Songs             | 34             |